# Jaarmarktcross Aalter
Das Jaarmarktcross Aalter war ein belgisches Cyclocrossrennen.

## Geschichte
In Aalter wurden bereits seit den 1960er Jahren gelegentlich Querfeldeinrennen abgehalten, allerdings meist im Dezember. Der Jaarmarktcross im eigentlichen Sinne war ein internationales Rennen der Klasse C2, das im Rahmen der Aalter Septemberkermis stattfand. In dieser Form bestand es von 2004 bis 2006. Schauplatz des Rennens war der Sportpark am westlichen Ortsrand, mit Start auf der Sportlaan und dem Ziel auf der Lindestraat.
Die Ausgabe 2006 sorgte für Aufsehen, als der zweimalige Sieger Sven Nys durch einen betrunkenen Zuschauer zu Fall gebracht wurde; er musste das Rennen aufgeben. Ein Rennen für Frauen wurde beim Jaarmarktcross nicht abgehalten.

## Siegerliste
- 2004:  Sven Nys
- 2005:  Sven Nys
- 2006:  Erwin Vervecken